# 豊村 (長野県)
豊村（ゆたかむら）は長野県下伊那郡にあった村。現在の売木村および阿南町大字和合にあたる。

## 地理
- 山：上黒田山、西峰山、丸山、蛇峠山、長根山、亀沢山、汗馬山
- 河川：和知野川、売木川

## 歴史
- 1875年（明治8年）1月12日 - 筑摩県伊那郡和合村・帯川村・日吉村・売木村・新野村が合併して旦開村となる。
- 1876年（明治9年）8月21日 - 旦開村が長野県の所属となる。
- 1879年（明治12年）1月4日 - 郡区町村編制法の施行により、旦開村が下伊那郡の所属となる。
- 1881年（明治14年）9月2日 - 旦開村の一部が分立して和合村・売木村となる（残部は後に単独で自治体を形成して旦開村が発足）。
- 1889年（明治22年）4月1日 - 町村制の施行により、和合村・売木村の区域をもって豊村が発足。
- 1948年（昭和23年）7月1日 - 分割され、大字和合の区域をもって和合村が、大字売木の区域をもって売木村がそれぞれ発足。同日豊村廃止。
- 1957年（昭和32年）7月1日 - 和合村が大下条村・旦開村と合併して阿南町が発足。

## 交通

### 道路
- 国道153号